# Сутінки Бріарею
«Сутінки Бріарею» (англ. The Twilight of Briareus) — науково-фантастичний роман Джона Міддлтона Маррі-молодшого, написаний під псевдонімом Річард Каупер. «...поєднує теми катастрофи та вторгнення». Один з критиків побачив цю книгу такою, якою інші романи Каупера повинні були в душі автора.

## Написання та публікація
За словами самого Каупера, він написав книгу майже відразу після того, як його роман «Кулдесак» був успішно опублікований у 1970 році, а «Сутінки» стали «суттєвішою роботою в усіх відношеннях». Його видавці відкинули роман, і, попри відсутність особливого бажання, все ж розпочав роман «Клон» з ідеєю сатиризувати людей-фантастів, яким не подобалися «Сутінки». Видавці з задоволенням сприйняли «Клон», роман добре продавався, тому вони вирішили взяти й «Сутінки Бріарею», які мали ще більший комерційний успіх.

## Місце розгортання подій роману та оповідач
Події роману розгортаються у часовому проміжку між 1983 по 1999 роком, переважно в Англії. Розпочинаються вони у, вочевидь, вигаданому прибережному містечку, яке називається Гемптон, згодом переносяться до інших місць, таких як Оксфорд та швейцарська Женева, а завершуються на фермі в Лінкольнширі.
Зірка Дельта Бріарея, яка фігурує в романі, також вигадана; немає сузір’я, яке називається Бріарей (велетень у грецькій міфології).
Більша частина книги — розповідь від першої особи, написана головним героєм Келвіном Джонсоном. Розпочинається зі сцени його знаходження ферми в Лінкольнширі і триває довгою ретроспективою, викладається у хронологічному порядку до цього моменту. За цим переказом йде його щоденник на фермі. Книга закінчується «припискою» її редактора, іншого героя.

## Сюжет
Дельта Бріарея стає надновою лише за 130 світлових років від Землі. Милуючись полярним сяйвом, викладач англійської мови в загальноосвітній школі Келвін Джонсон зустрічає одну зі своїх учениць Маргарет Гарді. Шоковані від смерчу, спричиненого надновою, Келвін та Маргарет загадково виступають у безрадісний сексуальний акт. Келвін дізнається, що Маргарет та багато інших шістнадцятирічних дівчат тоді спали або протягом цілої доби, або ще й довше, при цьому бачачи дивні сни.
Декілька місяців по тому виявилося, що вагітність у дівчат розпочалася не з часу наднової. Келвін та інші стикаються з можливістю вимирання людства. Хоча більшість вчених розгублені, пенсіонер-професор зоології Ангус Макгарті припускає, що деякі могутні сутності скористалися надновою, щоб спробувати «оволодіти» людством, і зачаття не трапляються, оскільки на підсвідомому рівні люди віддають перевагу вимирання, аніж втраті людської ідентичності.
Люди, які спали, переважно дівчата, стають відомими як «зета-мутанти» після нового «зета-ритму», який спостерігається в їхніх мозкових хвилях. Іноді їх розум «зливається» разом, і вони можуть бачити видіння, які здаються передсвідомими. Вони схильні приймати події в міру їх появи — «шаблон повинен реалізовуватися сам». Принаймні деякі дівчата серед них відчувають у себе примус до сексу з Келвіном, але він чинить опір. Дослідники беруть Зет під варту, оскільки, схоже, вони можуть завагітніти, але Кальвін рятується за допомогою симпатій Зет. Здається, дослідницький проєкт Zeta не дав життєздатних дітей, і більшість випробовуваних були вбиті або зазнали психічних збитків. Осоромлений світ починає добре ставитися до решти Зет.
Келвін виявляється «диплодевіантом», одним з дуже небагатьох людей, чиї зета та альфа ритми перебувають у фазі. Макгарті припускає, що Зети значною мірою приєдналися до захоплення «бріарейцями» і що диплодевіанти, які менш фаталістичні, ніж більшість Зет, мають вирішальний голос у тому, чи прийме його людство в цілому.
Келвін знову зустрічає Маргарет, і вони стають коханцями. Діти, зачаті безпосередньо перед надновою, «Сутінкове покоління», виявляються Зетами, які поділяють почуття та ясновидіння ще сильніше, ніж їхні старші «колеги». Більшість із них доставляються до центру в Женеві, який працює за гуманітарною лінією. Наднова порушила Гольфстрим, і клімат Великої Британії стає холодним, що змушує більшість її жителів виїхати. Келвін і Маргарет на декілька років переїжджають до Женеви.
Келвін та Маргарет мають видіння певної ферми в Англії, яку, на їхню думку, вони повинні знайти. Після важкої поїздки до Лінкольнширу (де сніг ще не повністю тарне в червні) вони виявляють ферму з сиротою-рідлітком Елізабет та її кузена-орфана Тоні. Елізабет — чи не єдина представниця «Сутінкового покоління», яка є дитиною Зети; Келвін приходить до висновку, що вона також єдина жінка-диплодевіант. Тоні та Маргарет закохуються, а потім Келвін та Елізабет роблять те саме. Елізабет завагітніла. Спенсер, містично та релігійно налаштований Зета, який проживав на фермі, повертається до неї.
Келвін має все чіткіші видіння, а потім розмовляє з «бріарейцем». Він дізнається, що його покликли для вибору: старе людство з його боротьбою, або групову свідомість та блаженне життя, пропоновані бріарейцями. Спенсер порівнює роль Келвіна з роллю Христа.
«Приписка» Спенсера розповідає, як під час роботи Елізабет, дикі собаки атакують ферму. Келвін бере рушницю, щоб розправитися з ними, але вона стріляє, вбиваючи його. Спенсер приходить до висновку, що Келвін навмисно пожертвував своїм життям, оскільки знав, що цей вчинок був єдиним, яку могли прийняти як старе людство, так і зети та бріарейці. Народжується дитина. У цей момент Зети отримують можливість зачати нове життя, починається відродження світу, керуючись духовними силами нового покоління.

## Критика
«Сутінки Бріарея» посіли десяте місце в опитуванні премії «Локус» за звання найкращого науково-фантастичного роману 1974 року..
Стівен Е. Ендрюс і Нік Реннісон опустили «Сутінки Бріарею» зі свого списку «100 науково-фантастичних романів, які потрібно прочитати», але у своїй передмові Крістофер Пріст зазначив, що там може бути «Дорога до Карлея» Коупера й «повинна бути».
Іден Робінсон у цій книзі високо оцінила «широту фантазії Каупера, делікатність його характеристик, непередбачуваність його сюжету». «Я вважаю, що це найкрутіша книга, яку я коли-небудь читала, і відтоді я не читала багато науково-фантастичних книг, які відповідають оригінальності темного бачення „Сутінків“».
Англійський «Оксфордський супутник літературі ХХ століття» назвав його «чи не найкращим романом» і згрупував «як один із своїх елегійних науково-фантастичних портретів тендітної Англії, якій загрожують трансцендентні зміни».
Браян Стейблфорд відніс «Сутінки Бріарею» до групи з ранніх романів Дж. Г. Балларда, «Сивої бороди» Браяна В. Олдіса (ще одна книга, в яких відтворення людини зупиняється) та «Фурії» Кіта Робертса як частини «більш клінічної та цинічної фази» британської затишної катастрофи, zrs вийшли за Днем триффідів та іншими трилерами.
Ніл Баррон порівняв науку «Сутінок Бріарею» з наукою про «Пекло» Фреда та Джоффрі Гойла. Він сказав, що його теми схожі на теми «Кінець дитинства» Артура Кларка, але йому «бракує ясності щодо людської трансцендентності». Однак Річард Блейлер оцінив роман Коупера «загострення» повідомлення з «Кінця дитинства», при цьому зазначив, що людству може більше знадобитися допомога, а ніж тріумф.